# Heroi byronià
L'heroi byronià és el tipus de personatge literari popularitzat per Lord Byron a les seves obres, considerat un precedent dels antiherois moderns i dels estereotipi masculí de la femme fatale perillosa. Aquest heroi és un home segur d'ell mateix, amb una aura de misteri, que sedueix pel seu cinisme i el seu costat fosc, sovint fruit de secrets del passat o d'un estatus marginal a la societat (mig buscat mig imposat). Mostra una gran passió en moments clau de la trama però la resta es manté distant, ferit per la massa, respecte a la qual es considera superior.